# Eternity (album)
Eternity este primul album de studio lansat de formația americană Kamelot, în iulie 1995. În 1991, formația a înregistrat o serie de demo-uri cu melodii care au fost în cele din urmă reînregistrate câțiva ani mai târziu și publicate pe albumele lor: Eternity și Dominion.

## Listă melodii
Muzica de Thomas Youngblood, versuri de Richard Warner.
| Nr. | Titlu                           | Durată |
| --- | ------------------------------- | ------ |
| 1.  | "Eternity"                      | 5:41   |
| 2.  | "Black Tower"                   | 4:06   |
| 3.  | "Call of the Sea"               | 5:15   |
| 4.  | "Proud Nomad"                   | 4:52   |
| 5.  | "Red Sands"                     | 4:09   |
| 6.  | "One of the Hunted"             | 5:26   |
| 7.  | "Fire Within"                   | 4:54   |
| 8.  | "Warbird"                       | 5:22   |
| 9.  | "What About Me"                 | 4:20   |
| 10. | "Étude jongleur" (instrumental) | 0:50   |
| 11. | "Until Kingdom Come"            | 4:11   |
| 12. | "The Gleeman"                   | 6:19   |

## Personal

### Kamelot
- Mark Vanderbilt – vocalist
- Thomas Youngblood – chitară, voce de fundal
- David Pavlicko – clape
- Glenn Barry – chitară bas
- Richard Warner – baterie

### Invitați
- Voce de fundal suplimentar – Todd Plante, Leroy Meyers
- Clape suplimentare – Howard Helm

### Producție
- Produs și proiectat de către Jim Morris pentru producția D.U.A.F; Co-produs de Kamelot
- Înregistrat și mixat la Morrisound Studios, Tampa, Florida
- Masterizat la Morrisound; Asistenți - Dave Wehner, Jeff MacDonald
- Fotografie – Buni Zubaldi
- Îmbrăcăminte – Chrissy Orsini